# Daniel Tulett
Daniel Tulett, né le 3 juillet 1999 à Sevenoaks en Angleterre, est un coureur cycliste britannique.

## Biographie
Son frère Ben (né en 2001) est également coureur cycliste.
Il met un terme à sa carrière à l'issue de la saison 2021. 

## Palmarès en cyclo-cross
- 2016-2017
  -  Médaillé d'argent du championnat du monde de cyclo-cross juniors
  - 3e du championnat de Grande-Bretagne de cyclo-cross juniors
- 2017-2018
  - 3e du championnat de Grande-Bretagne de cyclo-cross espoirs

## Palmarès en VTT

### Championnats nationaux
- 2017
  -  Champion de Grande-Bretagne de cross-country juniors

## Palmarès sur route
- 2017
  - Crawley Wheelers Road Race
- 2019
  - 3e du Lancaster Grand Prix